# Сарагоська архідіоцезія
Сараго́ська архідіоце́зія (лат. Archidioecesis Caesaraugustana; ісп. Archidiócesis de Zaragoza) — архідіоцезія римського обряду Католицької церкви в Іспанії, з центром у місті Сарагоса. Охоплює терени провінції Сарагоса. Входить до складу Сарагоської церковної провінції.  Заснована 14 липня 1318 року. Голова — архієпископ Сарагоський. Центральний храм — Сарагоський собор. Суфраганні діоцезії — Барбастро-Монсонська, Тарасонська, Теруельсько-Альбаррасінська, Уескська. Площа — 13,309 км². Населення — 917,040 ос.; з них католики — 873,040 ос. (95.2%). Чинний голова — Вінсенте Хіменес Самора, архієпископ Сарагоський.

## Сарагоська церковна провінція
- Сарагоська архідіоцезія
- Барбастро-Монсонська діоцезія
- Тарасонська діоцезія
- Теруельсько-Альбаррасінська діоцезія
- Уескська діоцезія

## Архієпископи
- Вінсенте Хіменес Самора

## Статистика
Згідно з «Annuario Pontificio» і Catholic-Hierarchy.org:
| Рік  | Населення | Населення | Населення | Священики | Священики | Священики | Священики           | Диякони | Ченці    | Ченці | Парафії |
| Рік  | католики  | загалом   | %         | загалом   | секулярні | ченці     | вірних на священика | Диякони | чоловіки | жінки | Парафії |
| ---- | --------- | --------- | --------- | --------- | --------- | --------- | ------------------- | ------- | -------- | ----- | ------- |
| 1950 | 570.000   | 570.000   | 100,0     | 679       | 418       | 261       | 839                 |         | 624      | 1.327 | 371     |
| 1969 | 615.228   | 616.428   | 99,8      | 797       | 437       | 360       | 771                 |         | 552      | 2.344 | 183     |
| 1980 | 847.512   | 864.427   | 98,0      | 841       | 466       | 375       | 1.007               |         | 649      | 2.020 | 276     |
| 1990 | 766.000   | 785.000   | 97,6      | 802       | 454       | 348       | 955                 |         | 628      | 2.199 | 278     |
| 1999 | 770.000   | 794.000   | 97,0      | 711       | 405       | 306       | 1.082               |         | 527      | 1.973 | 274     |
| 2000 | 770.000   | 794.000   | 97,0      | 701       | 409       | 292       | 1.098               |         | 498      | 1.973 | 275     |
| 2001 | 770.000   | 794.000   | 97,0      | 704       | 420       | 284       | 1.093               |         | 491      | 1.973 | 274     |
| 2002 | 770.000   | 794.000   | 97,0      | 698       | 418       | 280       | 1.103               |         | 495      | 1.844 | 274     |
| 2003 | 770.000   | 794.000   | 97,0      | 718       | 419       | 299       | 1.072               |         | 516      | 1.844 | 275     |
| 2004 | 770.000   | 794.000   | 97,0      | 703       | 414       | 289       | 1.095               |         | 507      | 1.844 | 272     |
| 2010 | 873.040   | 917.040   | 95,2      | 676       | 388       | 288       | 1.291               |         | 386      | 1.577 | 275     |
| 2014 | 900.213   | 936.403   | 96,1      | 597       | 373       | 224       | 1.507               |         | 354      | 1.431 | 277     |